# Bánh rán

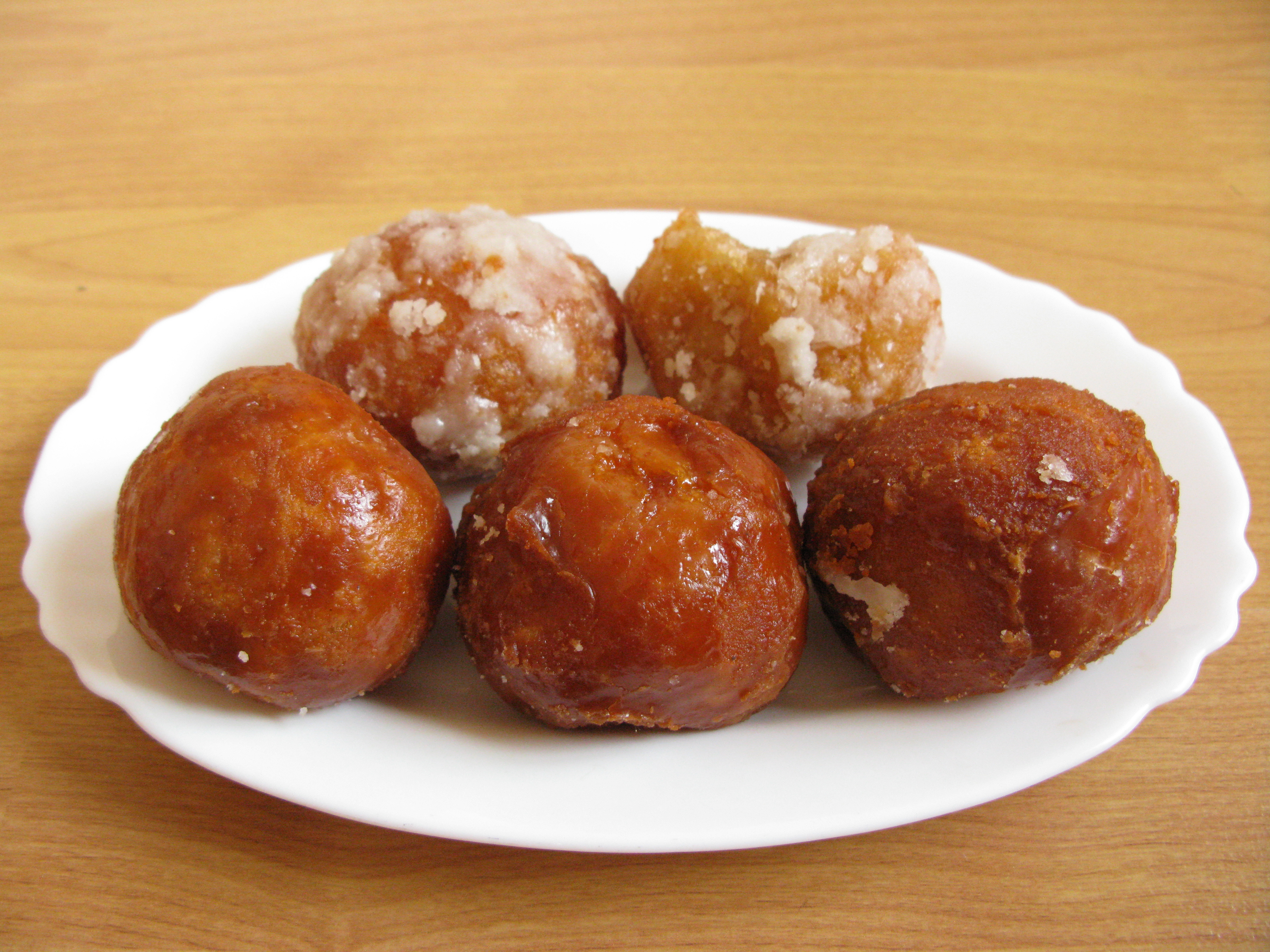
Bánh rán Việt Nam

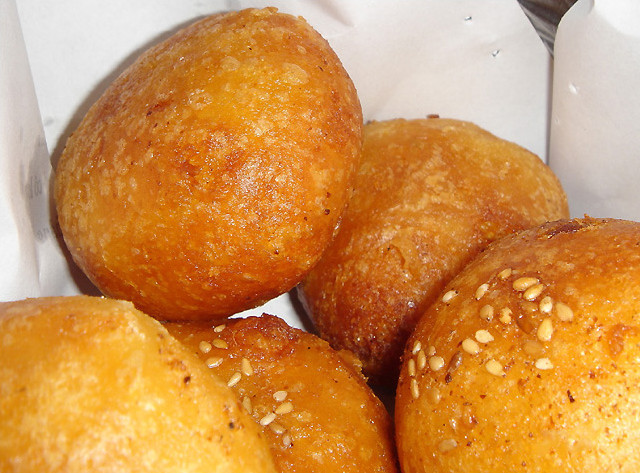
Bánh rán

Bánh rán hay bánh cam là một loại bánh của Việt Nam, vỏ mỏng bằng bột gạo nếp, bột gạo tẻ và có thể có thêm khoai tây xay nhuyễn, được rán vàng, bên trong có nhân đậu xanh, nước cốt dừa (bánh rán ngọt) hoặc thịt lợn, miến, mộc nhĩ, hành khô, hạt tiêu (bánh rán mặn). Nhưng xuất xứ của nó là từ jian dui (tiếng Trung: 煎堆; bính âm: jiānduī; tiếng Quảng Đông Yale: jīndēui; Hán Việt: tiễn đôi) là một loại bánh ngọt rán của Trung Quốc làm từ bột gạo nếp. Bánh ngọt này được phủ hạt vừng ở bên ngoài và giòn và dai. Bên trong bánh ngọt là một lỗ rỗng lớn, gây ra bởi sự mở rộng của bột. Nhân bánh gồm bột hạt sen, hoặc bột đậu đen ngọt xen kẽ, hoặc ít phổ biến hơn là bột đậu đỏ. Đôi khi chúng còn được gọi là bóng mè theo nghĩa đen (tiếng Trung: 芝麻球; bính âm: zhīmáqíu; tiếng Quảng Đông Yale: jīmàkàu).